# Stefan Kudelski

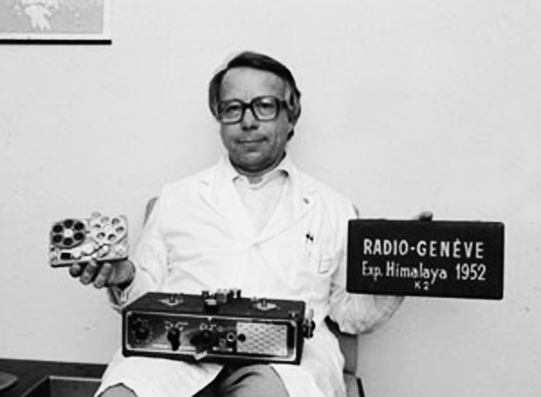
Stefan Kudelski

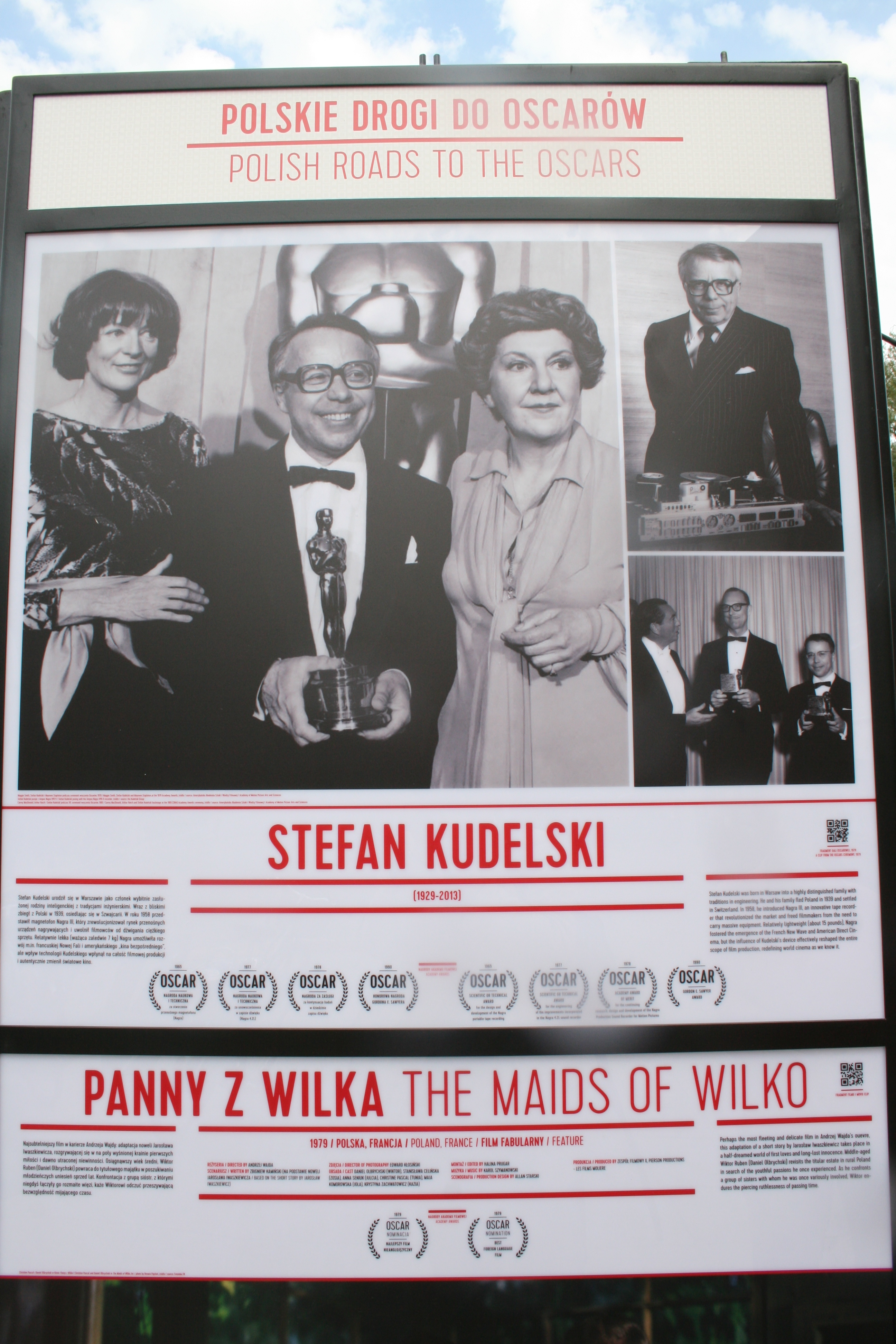
Kudelski bei der Verleihung eines seiner Oscars; Denkmal am Polnischen Institut für Filmkunst (Warschau)

Stefan Kudelski (* 27. Februar 1929 in Warschau; † 26. Januar 2013 in Cheseaux-sur-Lausanne, Kanton Waadt, Schweiz) war ein polnisch-schweizerischer Unternehmer, Erfinder und Hersteller von Nagra-Tonbandgeräten.

## Leben
Im Zweiten Weltkrieg floh seine Familie vor den Nationalsozialisten erst nach Ungarn und Frankreich, ehe sie schließlich in der Schweiz Asyl fand. Während eines 1948 aufgenommenen Studiums an der Eidgenössischen Technischen Hochschule in Lausanne baute er sein erstes Tonbandgerät. 1951 gründete er seine Firma und begann mit der Produktion des Nagra-I-Tonbandgerätes für Radioreporter. 1990 wurde er für seine technischen Verdienste von der Academy of Motion Picture Arts and Sciences mit dem Gordon E. Sawyer Award geehrt. Er starb 2013. Sein Sohn André Kudelski leitet heute das Unternehmen Kudelski.